# Cosmopirnodus pulcherrimus
Cosmopirnodus pulcherrimus är en kvalsterart som beskrevs av Balogh 1970. Cosmopirnodus pulcherrimus ingår i släktet Cosmopirnodus och familjen Oripodidae. Inga underarter finns listade i Catalogue of Life.